# Clarence Johnson

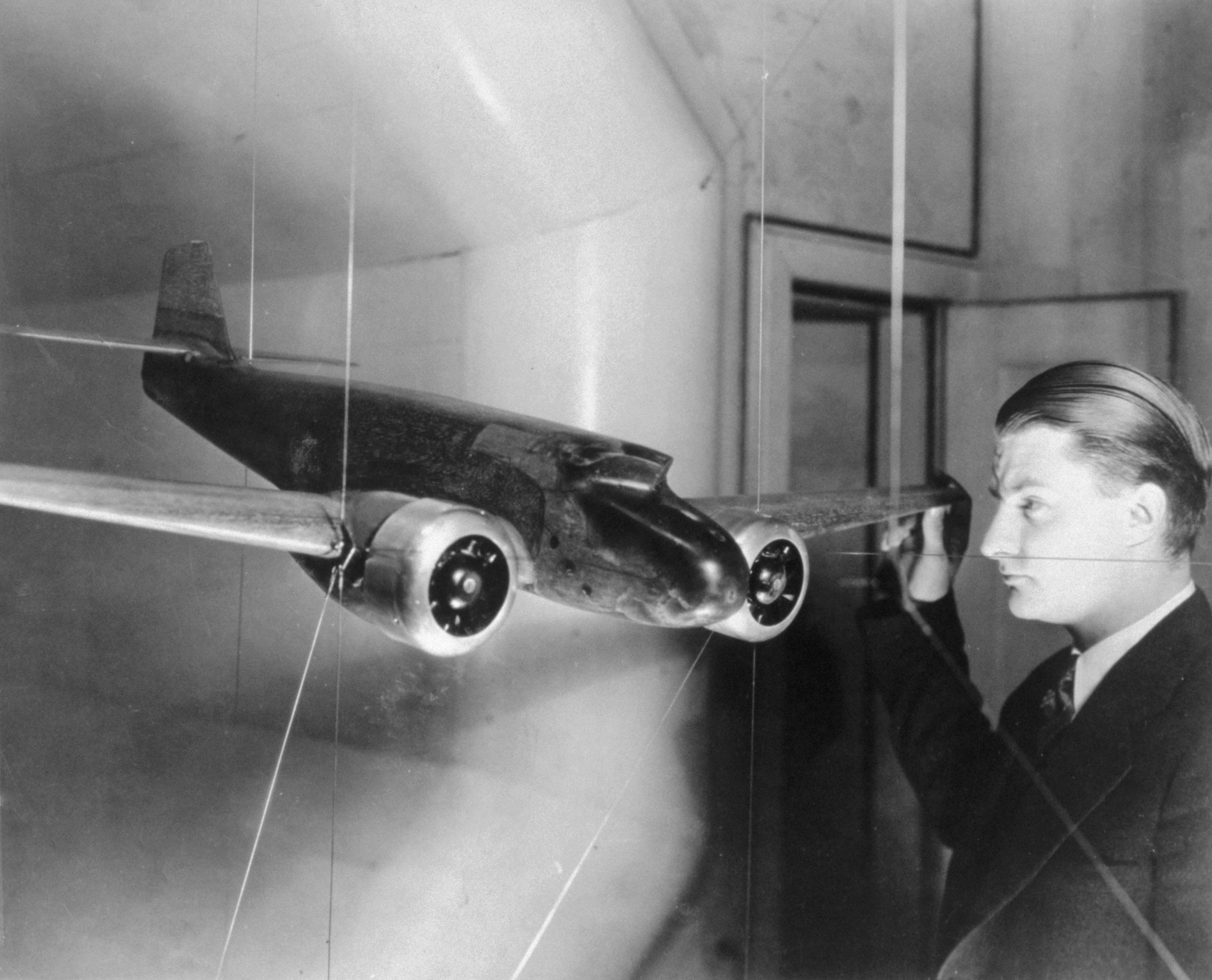
Clarence „Kelly“ Johnson neben einem Modell der Lockheed Electra im Windkanal, 1933

Clarence Leonard „Kelly“ Johnson (* 27. Februar 1910 in Ishpeming, Michigan; † 21. Dezember 1990 in Los Angeles, Kalifornien) war ein US-amerikanischer Flugzeugkonstrukteur.

## Leben
Johnson wurde als Sohn schwedischer Emigranten in Ishpeming, Michigan geboren. Sein erstes Flugzeug, ein Wettbewerbsmodell, baute er im Alter von 15 Jahren. Nach dem Universitätsabschluss fing er 1933 im Formenbau von Lockheed an. Zunächst mit Aufgaben im Flugtestbereich, in der Materialprüfung, Aerodynamik und Gewichtsberechnung betraut, wurde er um 1938 einer der führenden Forschungsingenieure, schließlich 1952 Chefingenieur im Lockheed-Stammwerk Burbank. 1956 stieg er zum Vizepräsidenten der Forschungs- und Entwicklungsabteilung auf, 1958 wurde er Vizepräsident des Advanced Development Projects (ADP), das bald unter dem Namen Skunk Works bekannt wurde. Im Zuge dessen wird ihm die Schöpfung des KISS-Prinzips zugeschrieben.
1964 wurde er Mitglied des Aufsichtsrats, 1969 schließlich Senior Vice President. 1975 trat er offiziell in den Ruhestand, arbeitete jedoch weiter beratend in den Skunk Works. 1980 verließ er auch den Aufsichtsrat. Schließlich wurde 1983 das Werk / die Forschungsanlage (im) Rye Canyon nach ihm benannt. Während seiner gesamten beruflichen Laufbahn war Johnson bei Lockheed beschäftigt und dort unter anderem an der Konstruktion der Typen P-38 Lightning, A-12 Oxcart, SR-71 Blackbird, U-2 Dragon Lady und F-104 Starfighter beteiligt. In seiner rund vier Jahrzehnte währenden Karriere bei Lockheed arbeitete er an der Konstruktion von über 40 Flugzeugen mit.
Johnson, verwitwet nach erster Ehe (1937–1969) mit Althea Louise Young, heiratete 1971 in zweiter Ehe Mary Ellen Elberta Meade. Nach ihrem Tod 1980 ging er im selben Jahr die Ehe mit Nancy Powers Horrigan ein. Seine Autobiographie trägt den Titel More Than My Share of it All (ISBN 0-87474-491-1). Er starb im Alter von 80 Jahren nach langjähriger Krankheit und ist in Los Angeles begraben.
1965 wurde Johnson in die National Academy of Sciences, 1966 in die American Academy of Arts and Sciences gewählt. 1988 erhielt er die National Medal of Technology and Innovation.